# Папенбург
Папенбург (нем. Papenburg) — город в Германии, в земле Нижняя Саксония.
Входит в состав района Эмсланд. Население составляет 35 032 человека (на 31 декабря 2010 года). Занимает площадь 118,36 км². Официальный код — 03 4 54 041.
Город подразделяется на 6 городских районов.

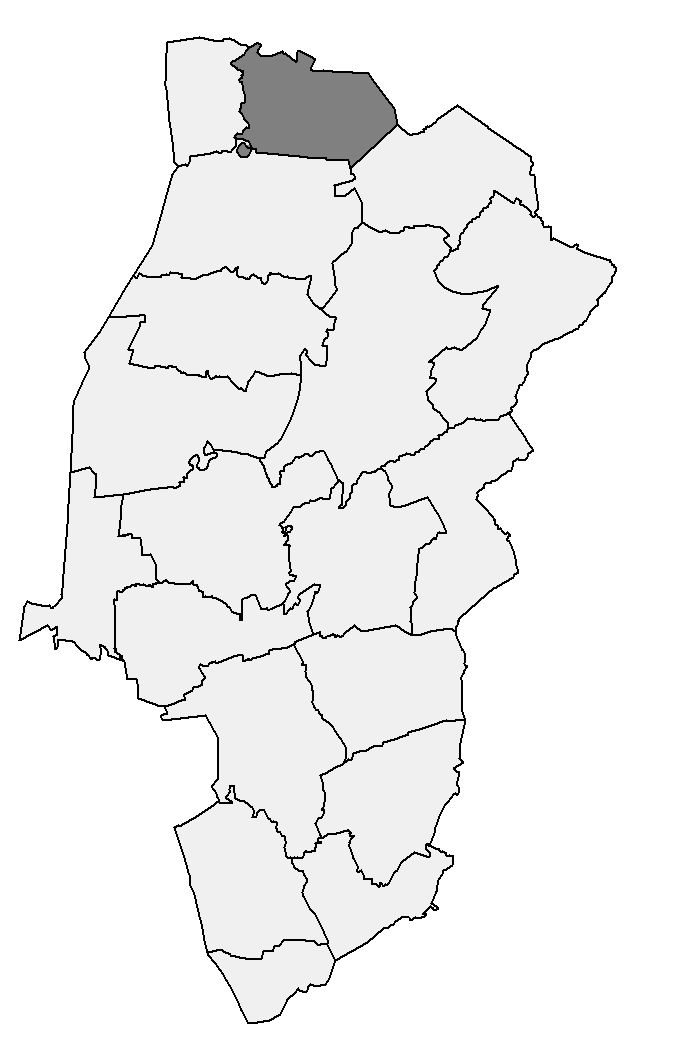
Папенбург

Папенбург

| Год  | Население |
| ---- | --------- |
| 1990 | 29 491    |
| 1995 | 32 762    |
| 2000 | 33 731    |
| 2005 | 34 440    |
| 2010 | 35 073    |

## Город

### История города
Город расположен в низменной местности (Ostfriesland) — Восточная Фрисландия (Фризия), подвергавшейся заливанию морскими водами, что на многие годы делало крайне затруднительным земледелие вследствие засолённости почв. Природным богатством местности был и остаётся торф, образующийся в многочисленных болотах (Moore), и который после просушки и брикетирования являлся основным топливом для населения. Добыча топлива с давних пор проводилась в современной Голландии людьми, постоянно проживающими в фенколониях — посёлках на более или менее возвышенных местах. Этот образ деятельности восприняли и фризы — коренное население Восточной Фрисландии, создав «болотные посёлки» (Moorsiedlung). На месте такой древнейшей в местности колонии и возник современный город Папенбург.
Его создание связано с именем штатгальтера Эмсланда Дитриха фон Фелена (Dietrich von Velen), начавшего в 1631 году осушение местности и с этой даты ведётся летоисчисление города. Уже в 1639 здесь на каналах был построен первый шлюз, позволивший организовать вывоз продукции в Гамбург и Бремен.
В 1771 году находящийся на расстоянии 40 км от моря город стал считаться приморским городом. Его хозяйственному расцвету способствовало то, что в годы Наполеоновских войн и блокады, организованной Англией, суда города ходили под нейтральным «Emse» флагом и торговля не прерывалась.
В 1850 году Папенбург стал более важным местом нахождения контор судовладельцев, чем соседние Эмден и Лер.
В городе развивалось судостроение и уже в конце XVIII века здесь было 19 верфей и 90 судов

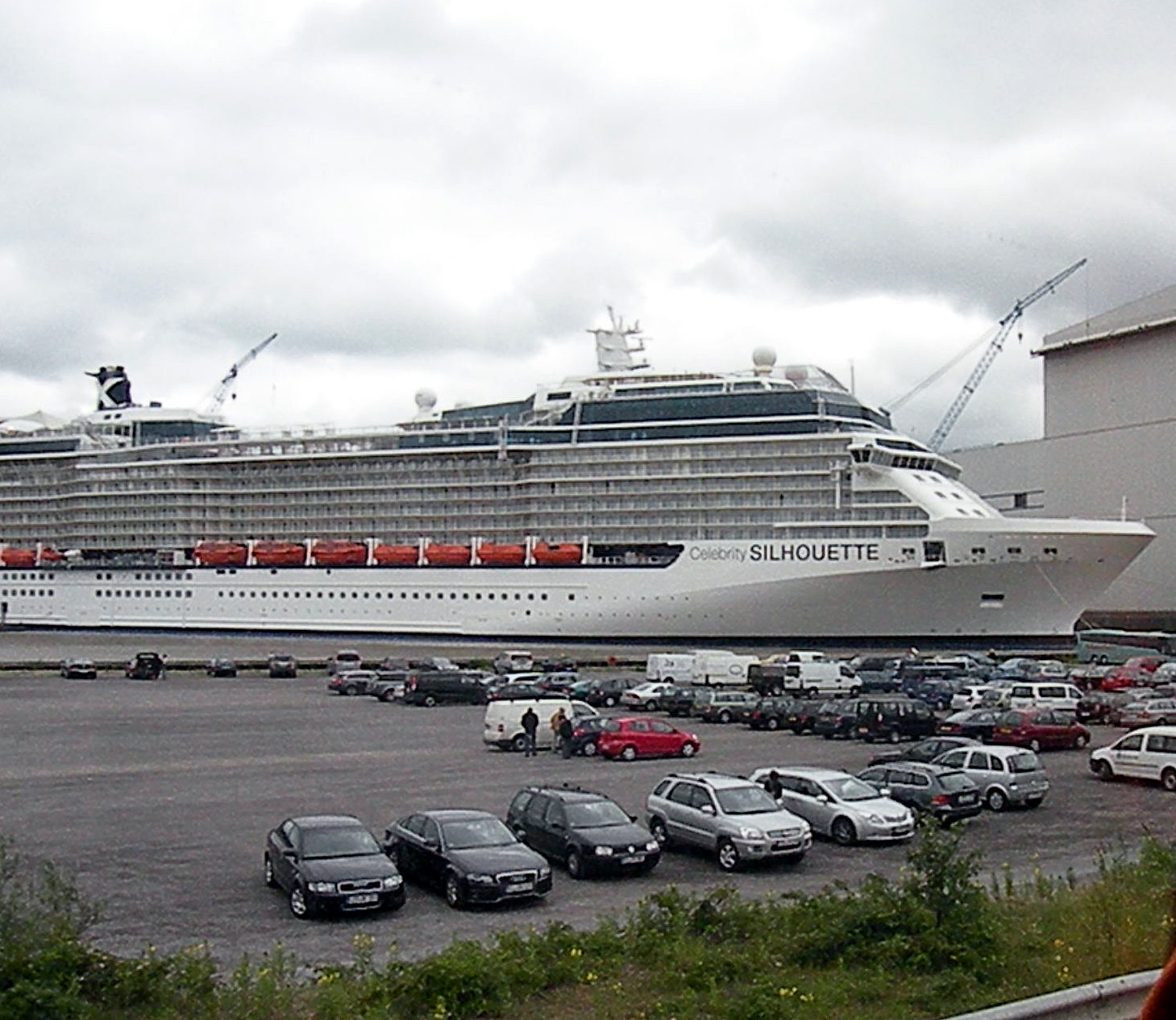
Лайнер после постройки

## Meyer Werft

### История
История этой верфи началась в 1795 году постройкой маломерных судов.

### Судостроительная программа
В настоящее время это — современное судостроительное предприятие, на котором возможна постройка океанских судов водоизмещением до 200 000 тонн. В настоящее время на закрытом стапеле верфи заложено круизное судно водоизмещением 143 800 брутто тонн. Непосредственно в постройке участвует 2500 человек, а в той или иной мере в ней принимают участие тысячи. В строительную программу верфи входят, в первую очередь, круизные суда, пассажирские, паромы, суда для перевозки газа и крупных партий животных.